# A.Ura und das Schnecken.Haus
a.Ura und das Schnecken.Haus ist ein 2004 erschienenes Album der Band Samsas Traum.

## Entstehung
a.Ura und das Schnecken.Haus ist die 14. Veröffentlichung und das fünfte Studioalbum der Band Samsas Traum. Die Erstauflage wurde 2004 als auf 2.999 Stück limitierte Doppel-CD im DIN-A5-Format veröffentlicht. Heute ist das Album nur noch in einer kleineren, weniger aufwändigen Digipack-Ausgabe erhältlich.
Die CDs umfassen insgesamt 23 Lieder, die limitierte CD enthält noch zwei Bonustitel sowie einen Videoclip des Stückes Endstation.Eden, aufgezeichnet beim M’era Luna Festival 2004.
Für das aufwendige Artwork zeichnet Ingo Römling aka monozelle verantwortlich. Die Promobilder von Alexander Kaschte wurden von angst im wald aufgenommen.

## Über die Musik
Die Musik enthält unter anderem symphonische Elemente. Jedoch ist von melodischen, ruhigen Akustikgitarren über Klavierstücke bis zu Metal alles vorhanden.
Bemerkenswert an dem Album ist, dass es, wie bereits Tineoidea und Die Liebe Gottes, eine fortlaufende Geschichte erzählt. Dieses Mal ist es jedoch so, dass sie nur selten in Dialogen, sondern in gebundener Form und fast ausschließlich vom Sänger Alexander Kaschte wiedergegeben wird.

## Inhalt
a.Ura und das Schnecken.Haus erzählt eine Liebesgeschichte. Im Grunde kann man jeden der 23 Titel als alleinstehende Kurzgeschichte betrachten, jedoch erkennt man bei näherer Analyse des Textes eine fortlaufende Handlung.
Die Ausgangssituation besteht darin, dass ein Junge, der in ein Mädchen verliebt ist, in ein anderes Land zieht. Er will den Weg zur Liebe zu ihr finden. Dazu müssen sie vorerst beide ihre Gegenwart, ihre Vergangenheit sowie auch ihre Zukunft auf einen gemeinsamen Nenner bringen. Im zweiten Stück, Der Riesenraddieb, wird beschrieben, wie der Riesenraddieb (eine Metapher für die unglücklichen Umstände) den beiden ihr „Glück“ stiehlt.
Im Weiteren werden die Charaktere in ihrer Kindheit vorgestellt (siehe Das Mädchen aus dem Inneren des Ketten.Karussells und Der Junge lebt im Brunnen). Von diesem Zeitpunkt werden die wichtigsten Abschnitte im Leben des Protagonisten (welcher von Alexander Kaschte verkörpert wird) behandelt. Dieser Handlungsabschnitt beginnt mit dem Stück Flohzirkus, in dem eine Hellseherin den Zuhörer darauf vorbereitet, was dem Protagonisten zustoßen wird. Nennenswerteste Teile dieses Handlungsabschnittes sind Der Spiegel sieht mich nicht, Der Wald der vergessenen Puppen, Ein Kater kennt den Weg, Ein Name im Kristall, K.haos-Prinz und Wind.Prinzessin sowie Dort oben sterben Tiere. Hier wird unter anderem beschrieben, wie der Protagonist sich selbst hinter seinem innerlichen Hass wiedererkennt, wie er auf Spuren aus seiner Vergangen- und Kindheit stößt und wie er zum Veganer wird. Diese Titel beziehen sich allesamt auf Alexander Kaschtes Leben. Ein Leitsatz durch das gesamte Stück lautet: „Was haben wir uns angetan?“
Im nächsten Handlungsabschnitt, Die Zähne in der Hand, erhebt er sich über den Feind, der sich die ganze Zeit nicht um ihn, sondern tief in ihm befand. Er besiegt diesen Teil seines Charakters.
Das Finale bildet A.usgesperrt. In diesem Part machen die beiden zusammen noch mal eine Abhandlung des Ganzen, schließlich haben sie sich noch gefunden und sperren sich aus dem Schneckenhaus aus.
Das letzte Stück ist eine Art Abspann, welcher vor allem musikalisch dem ganzen Stück ein fröhliches Ende gibt, so war die Stimmung in dem vorletzten eher düster und nachdenklich. Der, eine Moral oder einen abschließenden Satz bildende Wortlaut heißt: „Liebe ist mehr als nur ein Wort.“

## Titelliste
| #          | Titel                                             | Länge |
| ---------- | ------------------------------------------------- | ----- |
| CD 1       |                                                   |       |
| 1          | K.ein einziges Wort                               | 4:02  |
| 2          | Der Riesenraddieb                                 | 4:26  |
| 3          | Das Mädchen aus dem Inneren des Ketten.Karussells | 3:44  |
| 4          | Der Junge lebt im Brunnen                         | 4:56  |
| 5          | Flohzirkus                                        | 4:09  |
| 6          | Sisyphos                                          | 3:42  |
| 7          | a.Ura und das Schnecken.Haus                      | 5:54  |
| 8          | Der Spiegel sieht mich nicht                      | 5:31  |
| 9          | Die Königin der Kinder.Katzen                     | 4:58  |
| 10         | Die Krähen.Kutsche                                | 3:31  |
| 11         | Der Wald der vergessenen Puppen                   | 6:44  |
| CD 2       |                                                   |       |
| 1          | Ein Kater kennt den Weg                           | 4:33  |
| 2          | In der Höhle des Käfers                           | 5:01  |
| 3          | Ein Name im Kristall                              | 4:10  |
| 4          | K.haos-Prinz und Wind-Prinzessin                  | 3:33  |
| 5          | Dort oben sterben Tiere                           | 4:55  |
| 6          | Ich wünsch’ mir, dass das Zebra schweigt!         | 5:18  |
| 7          | Endstation.Eden                                   | 3:38  |
| 8          | Mohn auf weißen Laken                             | 3:42  |
| 9          | Blut ist in der Waschmuschel                      | 5:22  |
| 10         | Die Zähne in der Hand                             | 5:55  |
| 11         | A.usgesperrt                                      | 8:11  |
| 12         | Zwei Gelsen und ein Strick                        | 4:01  |
| Bonustitel |                                                   |       |
| 1          | Lacrima Christi                                   | 8:10  |
| 2          | Dies ist kein Traum („Adversus“-Interpretation)   | 5:07  |